# Списък с филмите на „Метро-Голдуин-Майер“ (2020 – 2029)
Това е списък с филмите, които са продуцирани, копродуцирани и/или разпространени от Metro-Goldwyn-Mayer, и пуснати (или насрочени да бъдат пуснати) през 2020-те години.
- A † символизира премиерите чрез видео по поръчка
- A ‡ символизира премиерите, които са издадени директно на виде или в стрийминг изданието чрез Amazon Prime Video.
- A § символизира самостоятелните премиери по кината и по Amazon Prime Video.
- A ‡ символизира екслузивната премиера в стрийминг чрез MGM+.
- A * символизира стрийминг премиера чрез стрийминг услуга в трета страна.

## Издадени
| Премиера             | Заглавие                      | Копродукция с | Разпространител                         | Бележки |
| -------------------- | ----------------------------- | --- | --------------------------------------- | --- |
| 31 януари 2020 г.    | Гретел и Хензел               | Orion Pictures и Automatik | United Artists Releasing                | |
| 8 май 2020 г.        | Момичето от долината †        | Orion Classics | United Artists Releasing                | |
| 28 август 2020 г.    | Бил и Тед покоряват сцената   | Orion Pictures, Endeavor Content и Hammerstone Studios | United Artists Releasing                | |
| 9 октомври 2020 г.   | Вълкът от Сноу Холоу          | Orion Classics | United Artists Releasing                | |
| 12 февруари 2021 г.  | Breaking News in Yuba County  | American International Pictures, AGC Studios, Fibonacci Films, Nine Stories Productions, The Black List и Wyolah Entertainment                                                                   | United Artists Releasing                | |
| 26 март 2021 г.      | Bad Trip *                    | Orion Pictures, Gorilla Flicks, The District и Helo | Netflix                                 | |
| 7 май 2021 г.        | Човек на гнева                | Miramax и Toff Guy | United Artists Releasing                | единствено разпространение в САЩ |
| 20 юли 2021 г.       | Така свършва светът           | American International Pictures и Mister Lister Films | United Artists Releasing                | |
| 23 юли 2021 г.       | G.I. Joe: Змийски очи         | Skydance Media, Entertainment One, Hasbro и Di Bonaventura Pictures | Paramount Pictures                      | кофинансиране |
| 13 август 2021 г.    | Респект                       | Bron Studios, Creative Wealth Media Finance, Glickmania и One Community | United Artists Releasing                | международно разпространение от Universal Pictures                                                                                               |
| 20 август 2021 г.    | Денят на флага                | Rocket Science, Conqueror Productions, Olive Hill Media и Wonderful Films | United Artists Releasing                | единствено разпространение в САЩ |
| 24 август 2021 г.    | Летни нощи и дни              | American International Pictures и Mister Lister Films | United Artists Releasing                | |
| 27 август 2021 г.    | Кендимен                      | Bron Studios, Creative Wealth Media Finance и Monkeypaw Productions | Universal Pictures                      | кофинансиране, единствено международно разпространение                                                                                           |
| 1 октомври 2021 г.   | Семейство Адамс 2             | Bron Animation, Creative Wealth Media Finance, The Jackal Group, Glickmania, Whalerock Industries и Cinesite Studios                                                                             | United Artists Releasing                | международно разпространение от Universal Pictures                                                                                               |
| 8 октомври 2021 г.   | Смъртта може да почака        | Eon Productions | United Artists Releasing                | международно разпространение от Universal Pictures                                                                                               |
| 24 ноември 2021 г.   | Домът на Гучи                 | Bron Creative и Scott Free Productions | United Artists Releasing                | международно разпространение от Universal Pictures                                                                                               |
| 26 ноември 2021 г.   | Licorice Pizza                | Focus Features, Bron Creative и Ghoulardi Film Company | United Artists Releasing                | международно разпространение от Universal Pictures                                                                                               |
| 18 февруари 2022 г.  | Бригс и Лулу                  | Free Association и FilmNation Entertainment | United Artists Releasing                | единствено разпространение в Северна Америка |
| 25 февруари 2022 г.  | Сирано                        | Bron Studios и Working Title Films | United Artists Releasing                | международно разпространение от Universal Pictures                                                                                               |
| 13 май 2022 г.       | On the Count of Three         | Orion Pictures, Annapurna Pictures, Werner Entertainment и Valparaiso Pictures | United Artists Releasing                | |
| 29 юли 2022 г.       | 13 живота §                   | Imagine Entertainment, Bron Creative, Magnolia Mae и Storyteller Productions | Amazon Studios United Artists Releasing | |
| 26 август 2022 г.    | Самарянин ‡                   | Balboa Productions | Amazon Studios United Artists Releasing | ексклузивен филм в Prime Video |
| 26 август 2022 г.    | Три хиляди години копнеж      | FilmNation Entertainment, Elevate Production Finance, Sunac Pictures и Kennedy Miller Mitchell                                                                                                   | United Artists Releasing                | единствено разпространение в САЩ |
| 9 септември 2022 г.  | Ирония на съдбата             | American International Pictures, Aldamisa Entertainment и Contentious Media | United Artists Releasing                | |
| 14 октомври 2022 г.  | Till                          | Orion Pictures, Eon Productions, Whoop, Inc. и Frederic Zollo Productions | United Artists Releasing                | международно разпространение от Universal Pictures                                                                                               |
| 18 ноември 2022 г.   | Bones and All                 | Frensy Film Company, Per Capita Productions, The Apartment Pictures, Memo Films, 3 Marys Entertainment, Tenderstories, Ela Film, Immobiliare Manila, Serfis, Wise Pictures и Vision Distribution | United Artists Releasing                | международно разпространение от Warner Bros. Pictures с изключение на Италия                                                                     |
| 23 ноември 2022 г.   | Жените говорят                | Orion Pictures и Plan B Entertainment | United Artists Releasing                | международно разпространение от Universal Pictures; последния филм, който е разпространен от UAR преди да бъде затворен от Amazon                |
| 3 март 2023 г.       | Крийд 3                       | Balboa Productions, Glickmania, Chartoff/Winkler Productions и Proximity Media | MGM                                     | международно разпространение от Warner Bros. Pictures                                                                                            |
| 24 март 2023 г.      | A Good Person                 | Killer Films и Elevation Pictures | MGM                                     | единствено разпространение в САЩ и в световен мащаб                                                                                              |
| 5 април 2023 г.      | On a Wing and a Prayer ‡      | Lightworkers Media | Amazon Studios                          | ексклузивен филм в Prime Video |
| 21 април 2023 г.     | Завет                         | STXfilms и Toff Guy Films | MGM                                     | международно разпространение от Amazon Prime Video                                                                                               |
| 20 юни 2023 г.       | Surrounded †                  | 3.16 Productions, Blackhand Media Production, Bron Studios, Creative Wealth Media и Mandalay Pictures                                                                                            | MGM                                     | единствено разпространение |
| 18 август 2023 г.    | Landscape with Invisible Hand | Annapurna Pictures и Plan B Entertainment | MGM                                     | |
| 25 август 2023 г.    | Bottoms                       | Orion Pictures и Brownstone Productions | MGM                                     | международно разпространение от Warner Bros. Pictures                                                                                            |
| 6 октомври 2023 г.   | Foe                           | Anonymous Content, See-Saw Films и I Am That Productions | MGM                                     | |
| 11 октомври 2023 г.  | Dark Harvest                  | Matt Tolmach Productions | MGM                                     | ограничено издание по кината чрез Alamo Drafthouse Cinemas преди да е пуснат дигитално, последния филм, който е разпространен единствено от MGM. |
| 17 ноември 2023 г.   | Солтбърн                      | MRC Film, LuckyChap Entertainment и Lie Still | Amazon MGM Studios                      | първият филм на MGM, който е пуснат по кината чрез Amazon MGM Studios; международно разпространение от Warner Bros. Pictures                     |
| 15 декември 2023 г.  | Американско четиво            | Orion Pictures, 3 Arts Entertainment, T-Street Productions и MRC Film | Amazon MGM Studios                      | първият филм на Orion Pictures, който е пуснат по кината чрез Amazon MGM Studios                                                                 |
| 25 декември 2023 г.  | Звезден отбор                 | Smokehouse Pictures, Tempesta Films и Anonymous Content | Amazon MGM Studios                      | международно разпространение на Warner Bros. Pictures                                                                                            |
| 12 януари 2024 г.    | Пчеларят: Смъртна присъда     | Miramax, Cedar Park Studios и Punch Palace Productions | Amazon MGM Studios                      | единствено разпространение в САЩ |
| 26 януари 2024 г.    | The Underdoggs ‡              | Death Row Pictures и Khalabo Ink Society | Amazon MGM Studios                      | ексклузивен филм на Prime Video |
| 21 март 2024 г.      | Крайпътна къща                | Silver Pictures | Amazon MGM Studios                      | ексклузивен филм на Prime Video |
| 26 април 2024 г.     | Претендентите                 | Pascal Pictures | Amazon MGM Studios                      | международно разпространение от Warner Bros. Pictures                                                                                            |
| 21 юни 2024 г.       | Аз съм: Селин Дион            | Sony Music Entertainment, Les Productions Feeling и Vermilion Films | Amazon MGM Studios                      | Ограничено издание по кината |
| 23 август 2024 г.    | Мигни два пъти                | Free Association, Bruce Cohen Productions, This is Important и Bold Choices | Amazon MGM Studios                      | международно разпространение от Warner Bros. Pictures                                                                                            |
| 13 септември 2024 г. | My Old Ass                    | Indian Paintbrush, LuckyChap Entertainment и Scythia Films | Amazon MGM Studios                      | единствено разпространение |
| 15 ноември 2024 г.   | Код: Червено                  | Seven Bucks Productions, The Detective Agency и Chris Morgan Productions | Amazon MGM Studios                      | международно разпространение от Warner Bros. Pictures                                                                                            |
| 13 декември 2024 г.  | Nickel Boys                   | Orion Pictures, Plan B Entertainment, Louverture Films и Anonymous Content | Amazon MGM Studios                      | |
| 25 декември 2024 г.  | The Fire Inside               | Michael De Luca Productions и Pastel Productions | Amazon MGM Studios                      | |
| 14 февруари 2025 г.  | Broken Rage ‡                 | Kitano Agency | Amazon MGM Studios                      | ексклузивен филм на Prime Video |

## Предстоящи филми
| Премиера            | Заглавие                | Копродукция сщ |
| ------------------- | ----------------------- | --- |
| 28 март 2025 г.     | Работникът              | копродукция с Black Bear Pictures, Balboa Productions, BlockFilm, CAT5, Cedar Park Entertainment, Fifth Season и Punch Palace Productions; международно разпространение от Warner Bros. Pictures |
| 25 април 2025 г.    | Счетоводителят 2        | копродукция с Artists Equity, Zero Gravity Management и 51 Entertainment; международно разпространение от Warner Bros. Pictures                                                                  |
| 10 октомври 2025 г. | After the Hunt          | копродукция с Imagine Entertainment, Frenesy Film Company и Big Indie Pictures |
| 25 декември 2025 г. | Sarah's Oil             | копродукция с Kingdom Story Company, The Wonder Project, Wyldwood Productions и Why Not You Productions                                                                                          |
| 23 януари 2026 г.   | Мерси                   | копродукция с Atlas Entertainment и Bazelevs Company |
| 20 март 2026 г.     | Project Hail Mary       | Lord Miller Productions, Waypoint Entertainment, Pascal Pictures и General Admission |
| 5 юни 2026 г.       | Masters of the Universe | Mattel Films и Escape Artistsщ |